# 오션 (열차)
오션(영어: Ocean)은 주당 2편 몬트리올에서 헬리팩스까지 운행되는 캐나다 횡단 철도이다. VIA 철도에 의해 운행되며, 기관차는 VIA 철도가 제공한다. 1904년에 식민지 횡단 철도가 오션 특급(영어: Ocean Limited)으로 개통된 후에 운행되기 시작되었다.
1918년에 식민지 횡단 철도가 캐나다 내셔널 철도와 합병되면서 캐나다 내셔널 철도가 운행하게 되었다. 1966년에 현재의 명칭으로 변경했다. 1978년 VIA 철도에 인수되었고 이후 몇 차례 노선이 변경되면서 현재에 이르고 있다.

## 사진

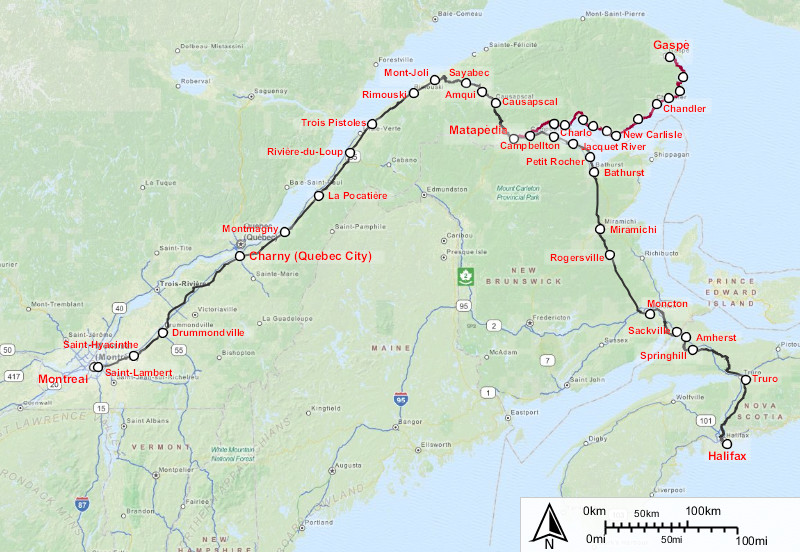
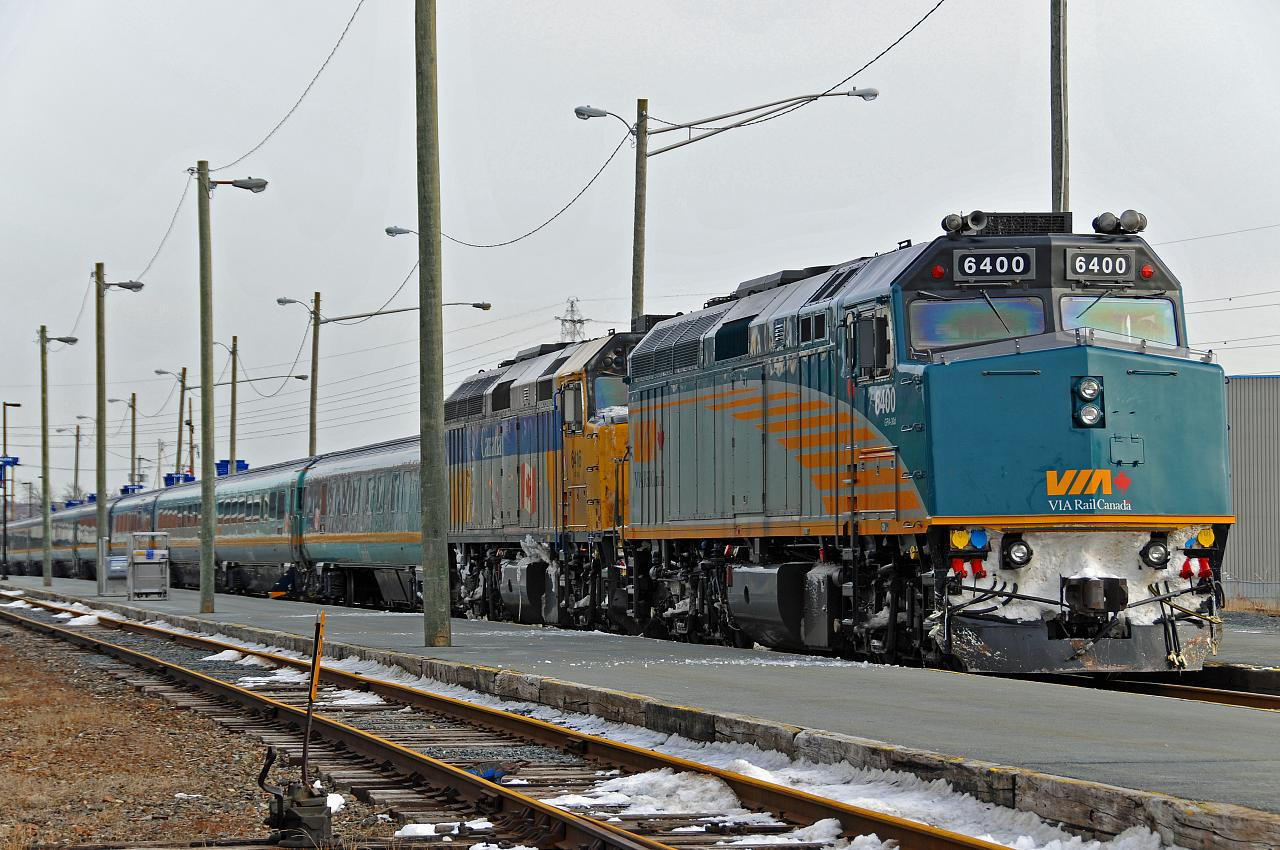
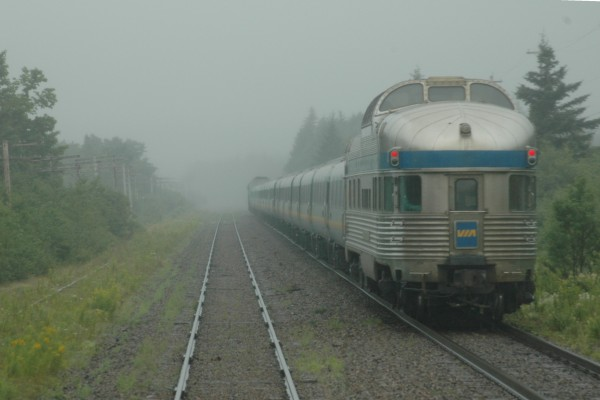